# Valleien van de Winge en de Motte met valleihellingen
Valleien van de Winge en de Motte met valleihellingen is een Natura 2000-gebied (habitatrichtlijngebied BE2400012) in Vlaanderen. Het gebied ligt ten oosten van Leuven en ten zuiden van de E314 in het Hageland in Vlaams-Brabant, langs de oevers van de Winge en de Motte. Het bestaat uit het reliëfrijke landschap van het Hageland met Diestiaanheuvels, brede valleien, bos, heide en grasland. Het Natura 2000-gebied beslaat 2244 hectare verspreid over verschillende natuurgebieden.
In het gebied komen twaalf Europees beschermde habitattypes voor: blauwgraslanden, droge heide, eiken-beukenbossen op zure bodems, essen-eikenbossen zonder wilde hyacint, glanshaver- en grote vossenstaartgraslanden, heischrale graslanden en soortenrijke graslanden van zure bodems, kalktufbronnen met tufsteenformatie, valleibossen, elzenbroekbossen en zachthoutooibossen, voedselarme tot matig voedselarme verlandingsvegetaties, voedselrijke, gebufferde wateren met rijke waterplantvegetatie, voedselrijke, soortenrijke ruigtes langs waterlopen en boszomen, wateren met kranswiervegetaties.
Er komen zeven Europees beschermde soorten voor in het gebied: bittervoorn, drijvende waterweegbree, ingekorven vleermuis, kamsalamander, laatvlieger, rosse vleermuis, Spaanse vlag.
Gebieden die deel uitmaken van het Natura 2000-gebied zijn onder andere: Walenbos, Troostembergbos, Beninksberg, Wijngaardberg, Chartreuzenberg, Houwaartse Berg, Sint-Gertrudisbos, Hagelandse vallei (Dunbergbroek-Kloosterbos), Chartreuzenbos (onderdeel van Linden- en Chartreuzenbos), Kasteel van Horst, Koebos, Bruulbos, Butselbos, Kapellebos, Meldertbos, Vuilenbos, domein Hottat, Lastberg, Bollenberg, De Spicht, Kwade Schuur en Korenbos.

## Afbeeldingen

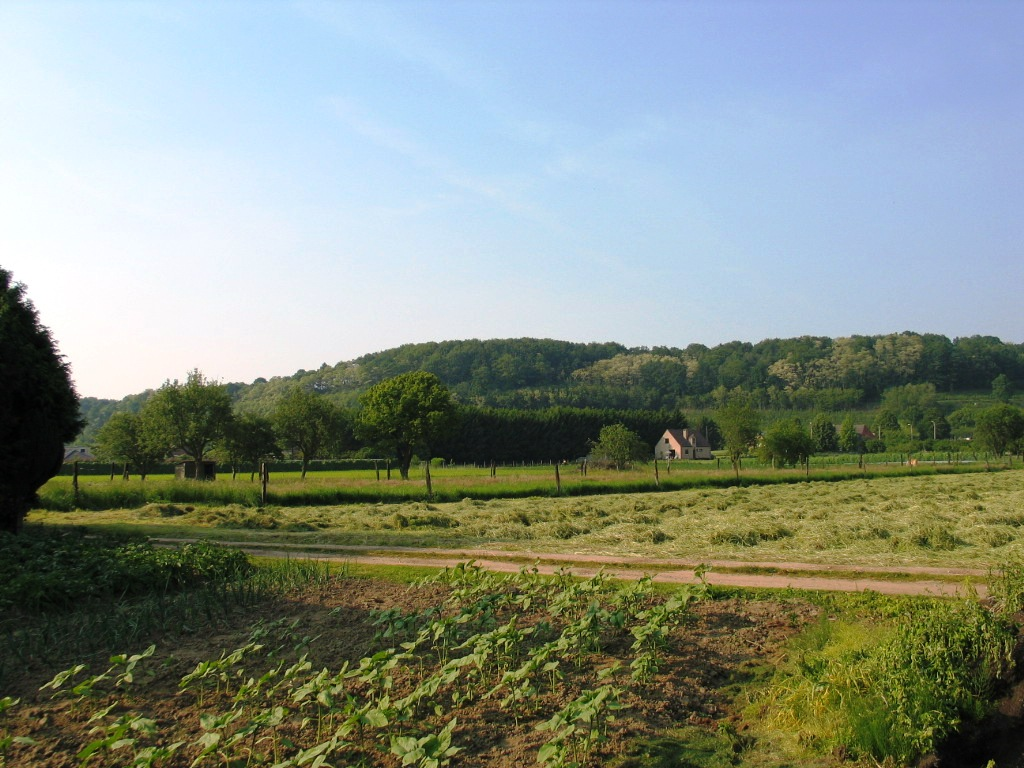
Wijngaardberg
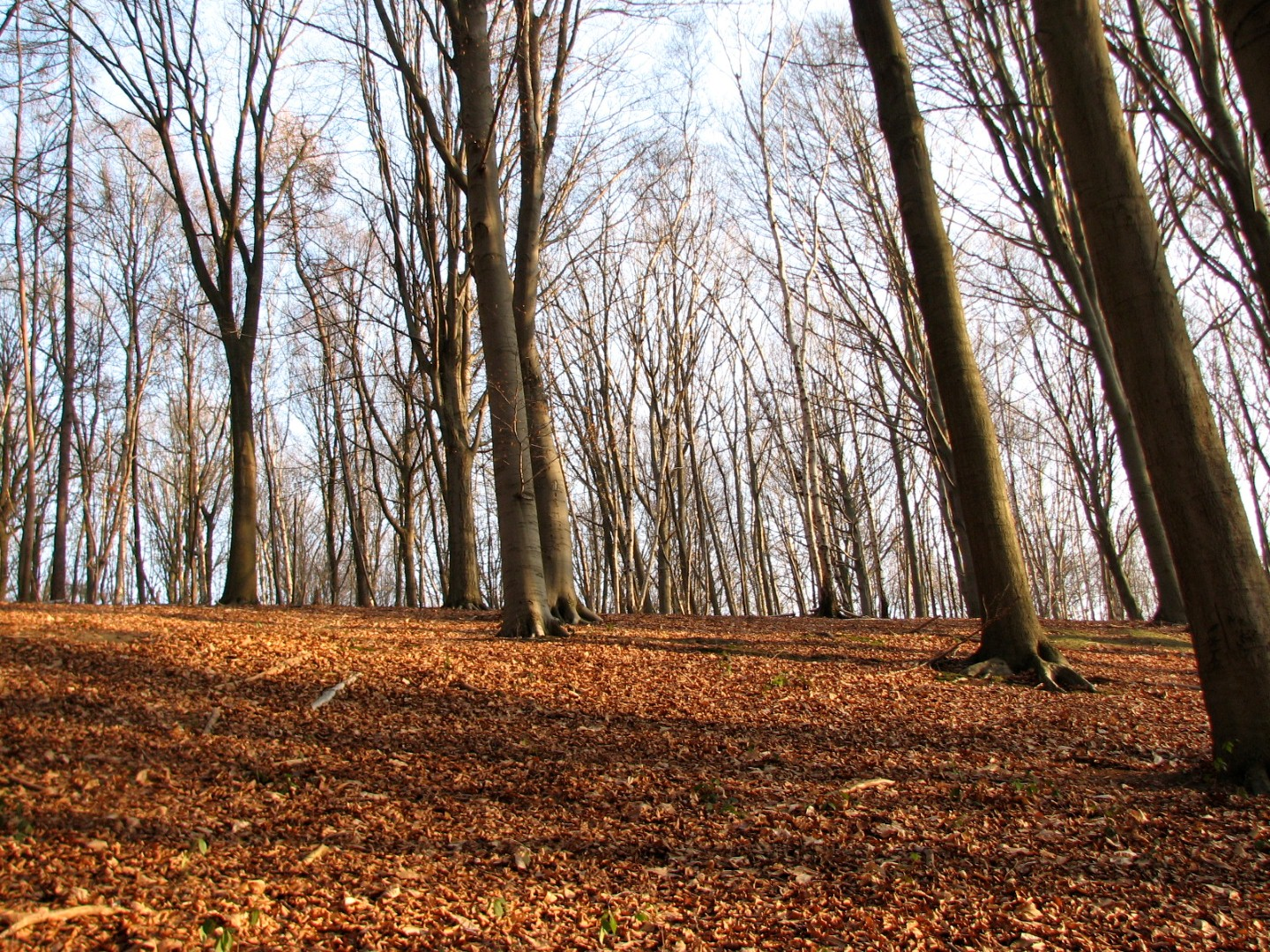
Troostembergbos
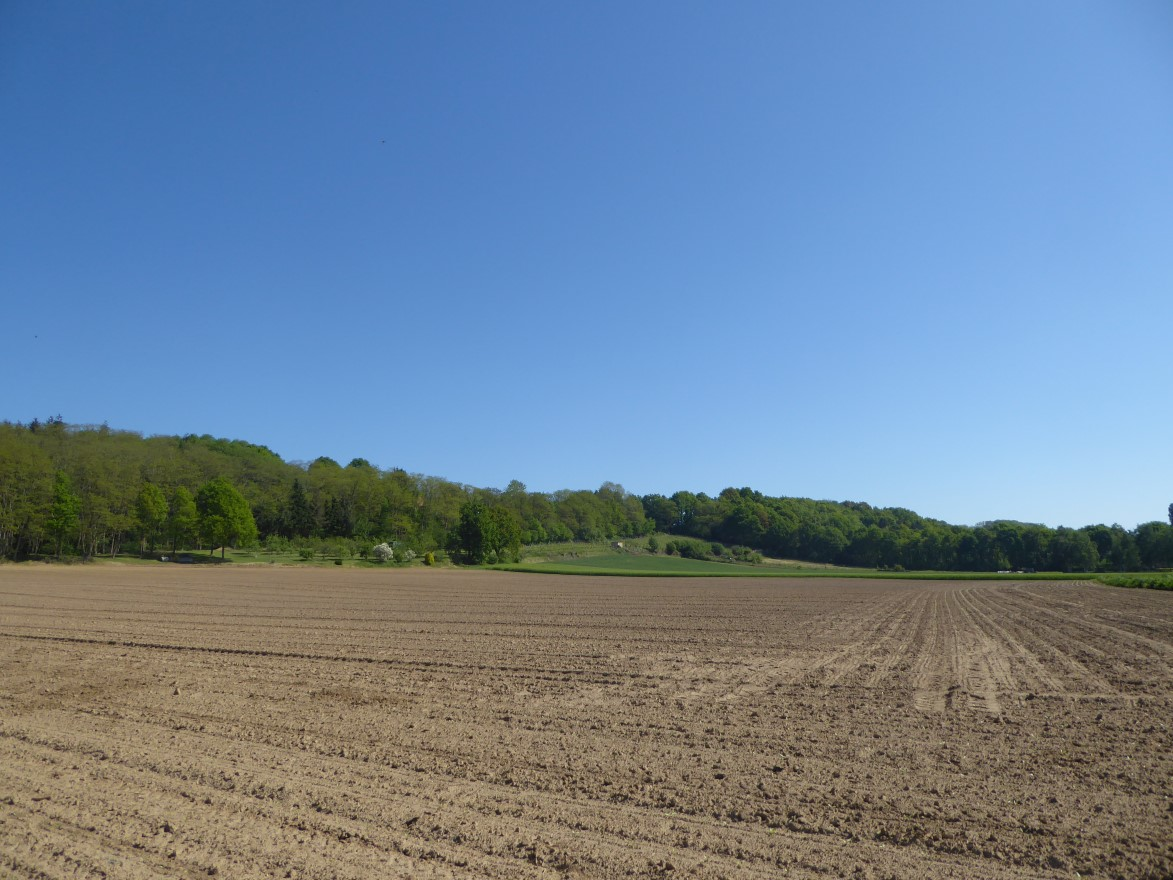
Beninksberg
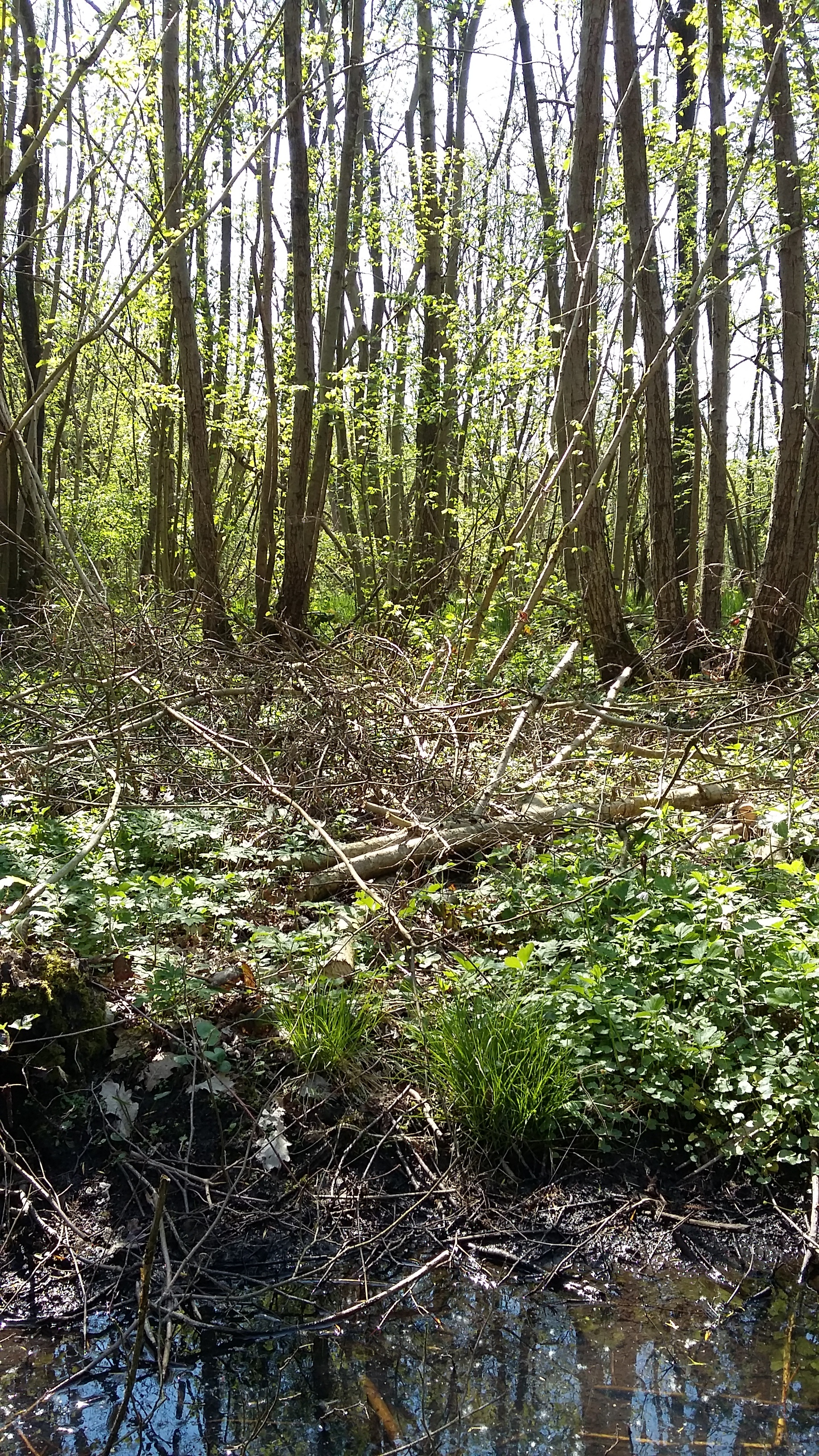
Walenbos
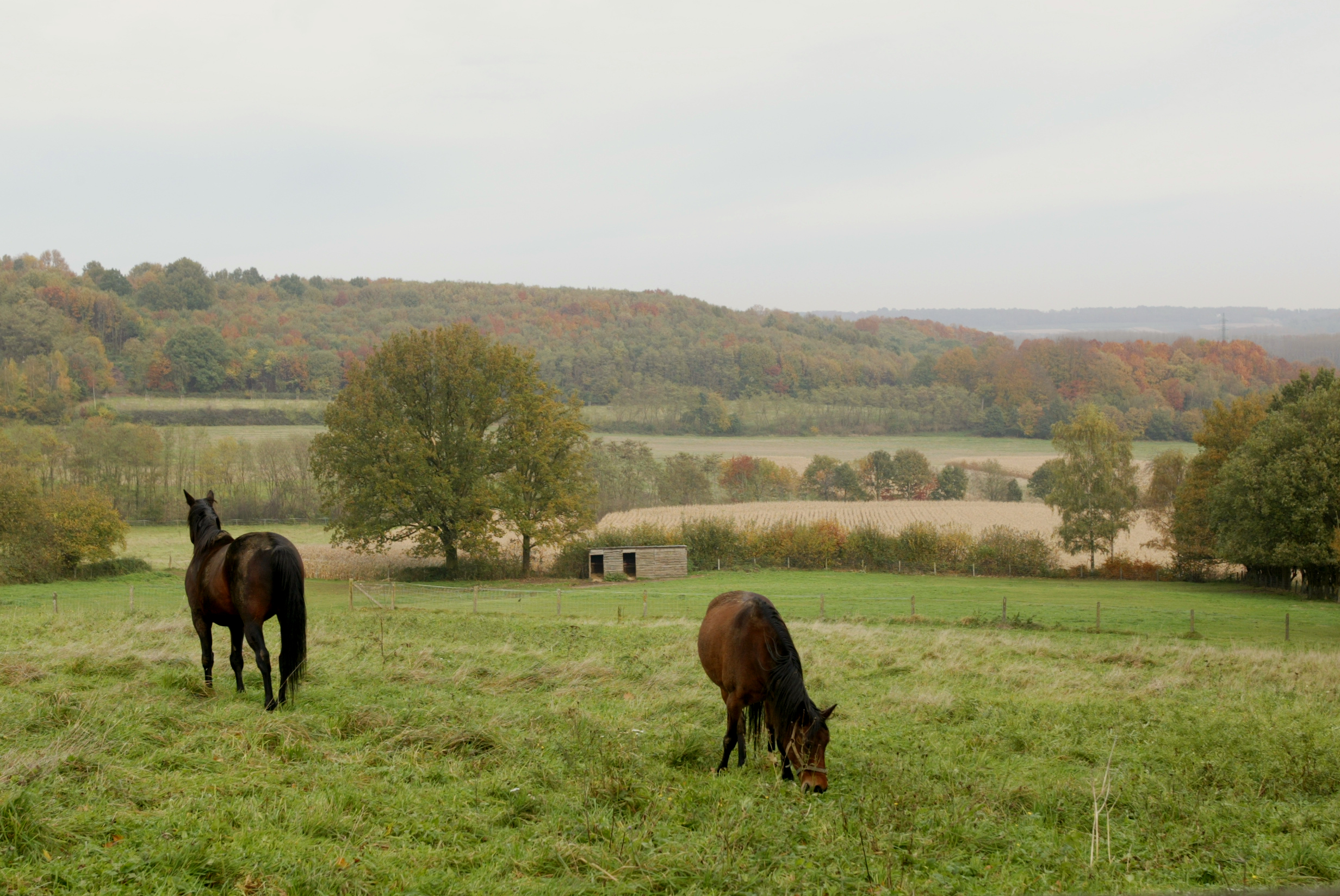
Chartreuzenbos
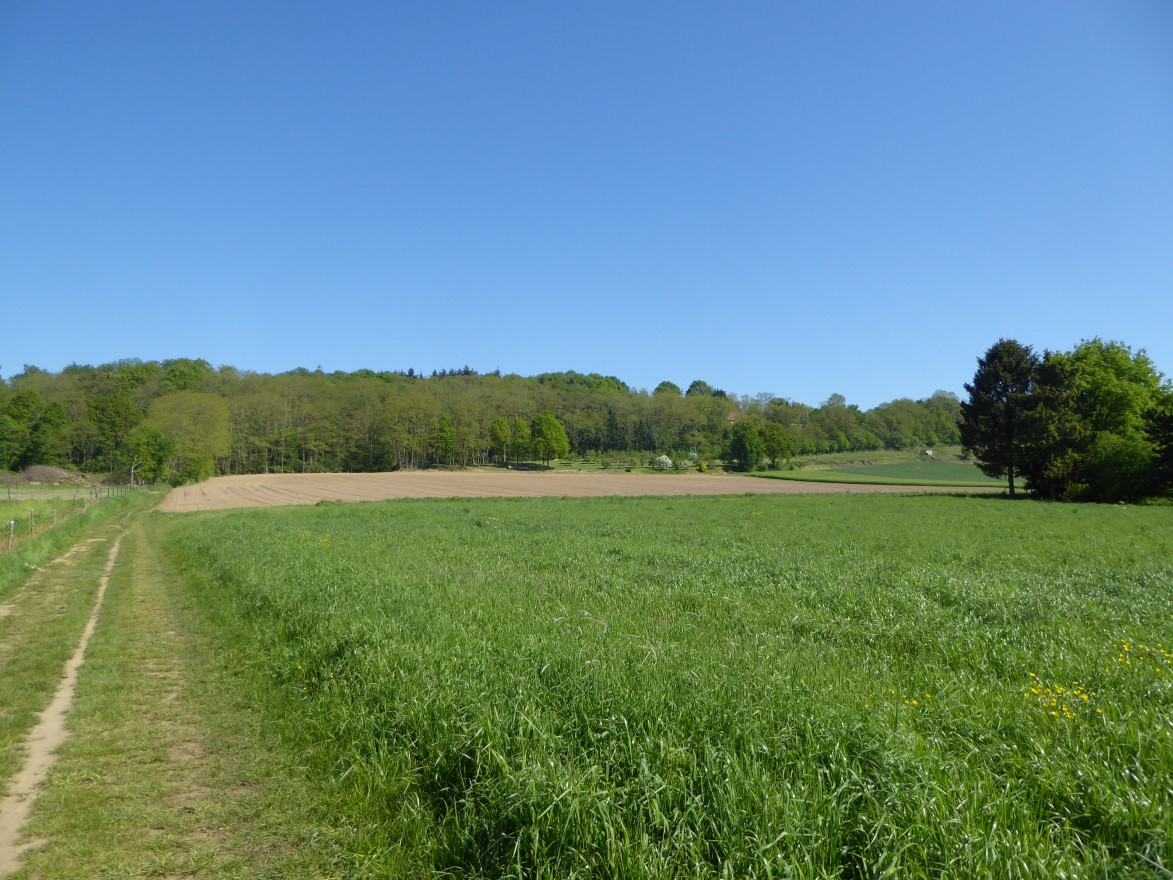
Beninksberg
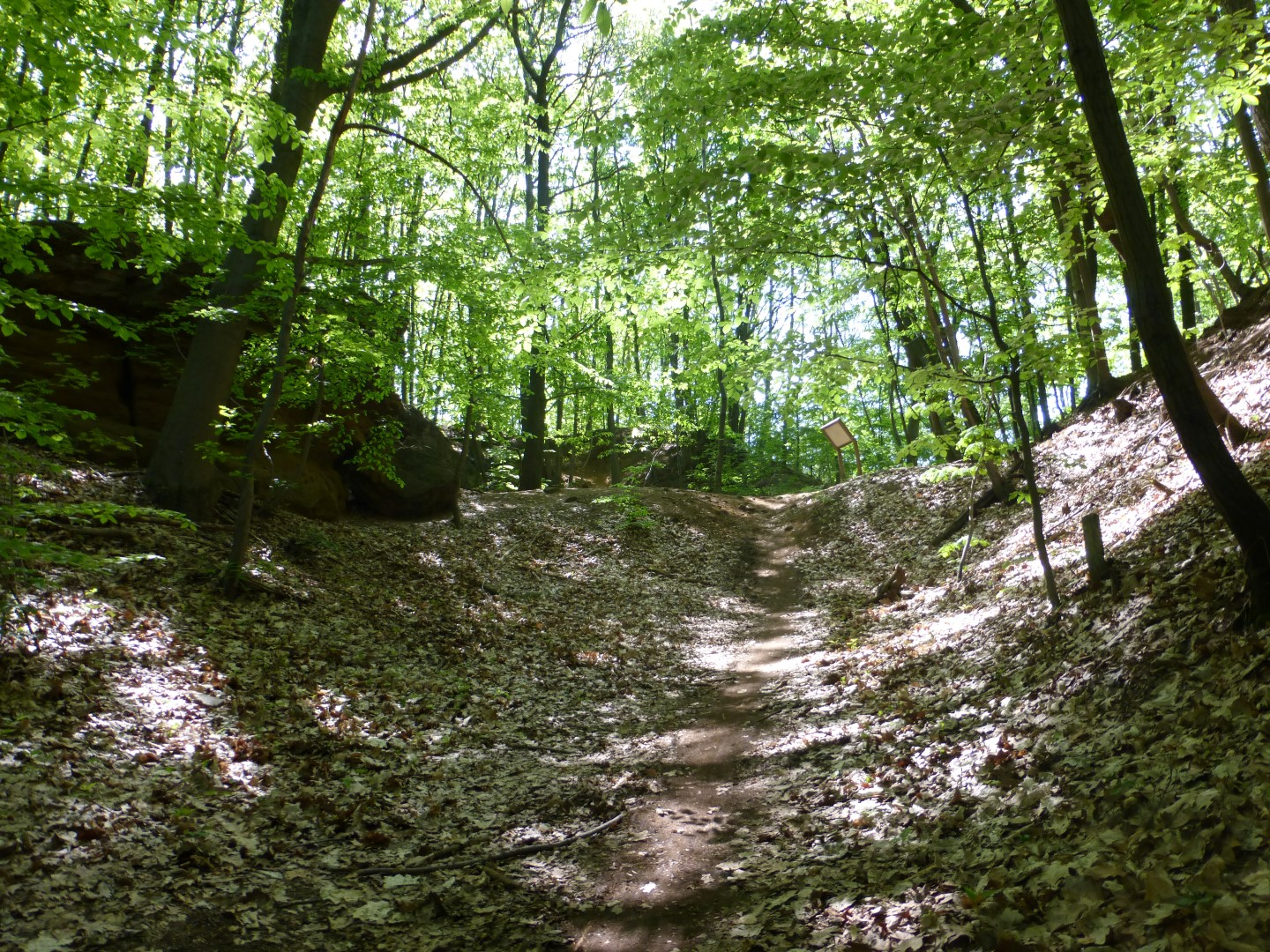
Wijngaardberg
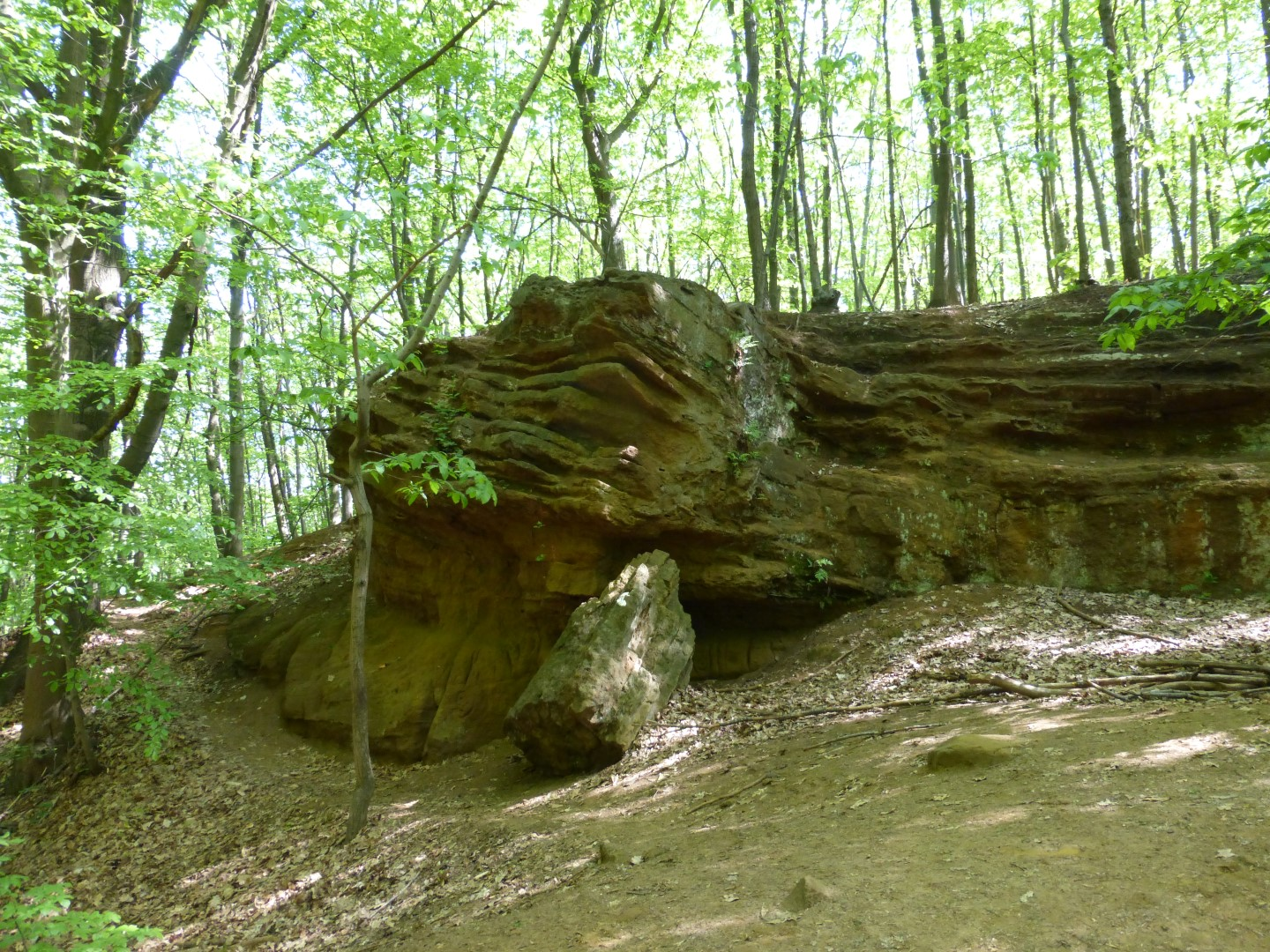
Beukenbos en oude zandsteengroeve op de Wijngaardberg
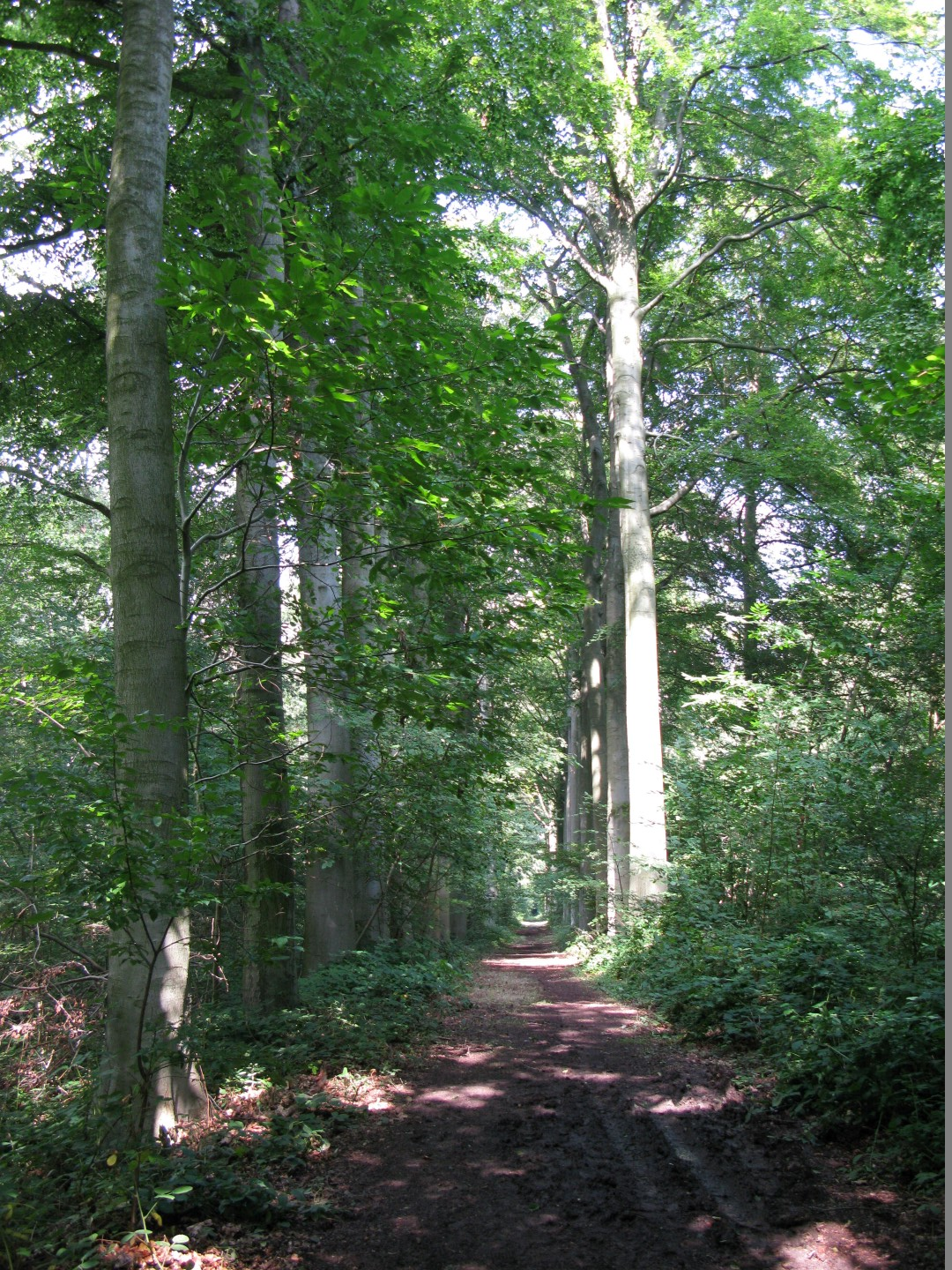
Bos rond het Kasteel van Horst
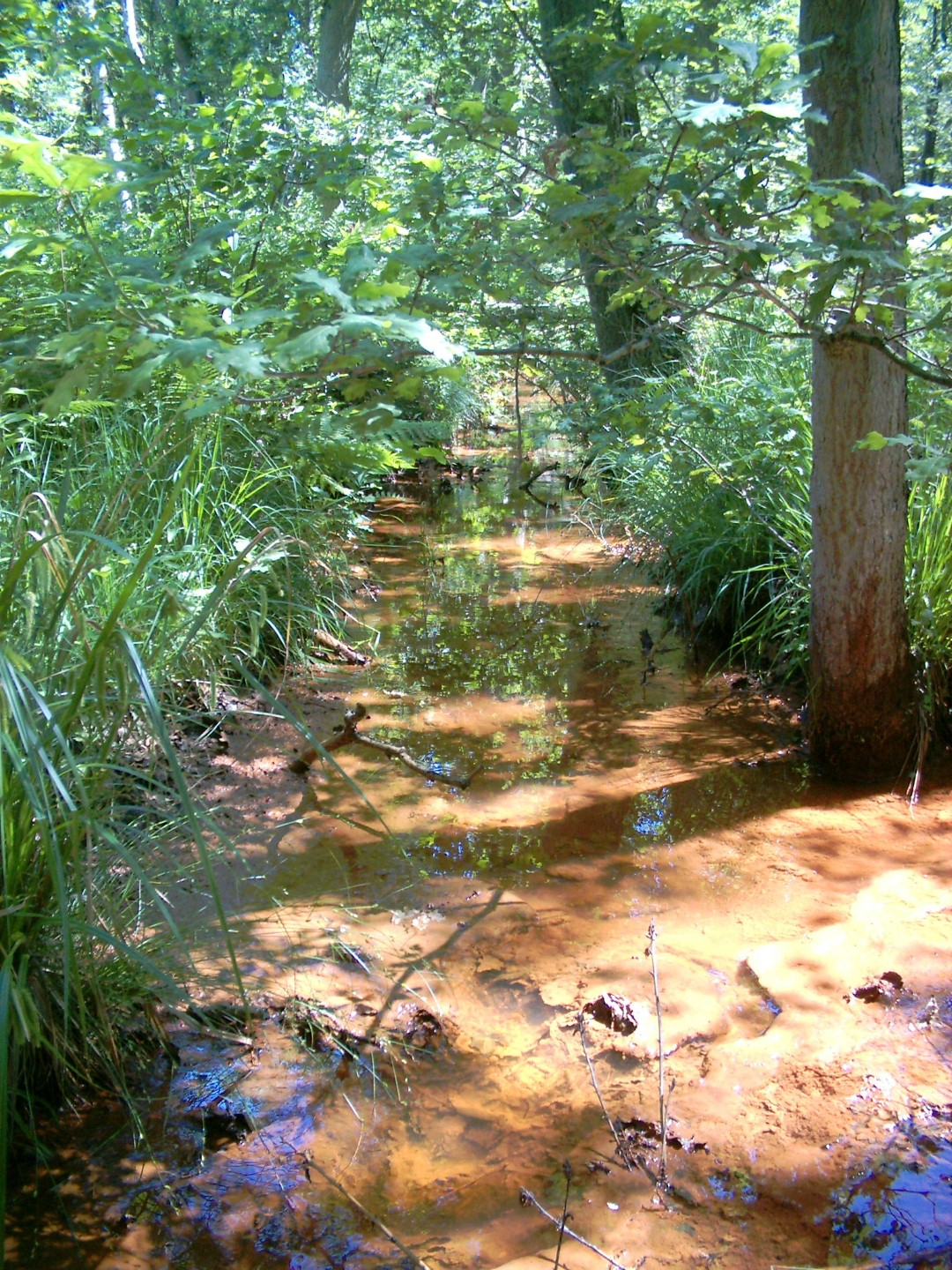
Walenbos
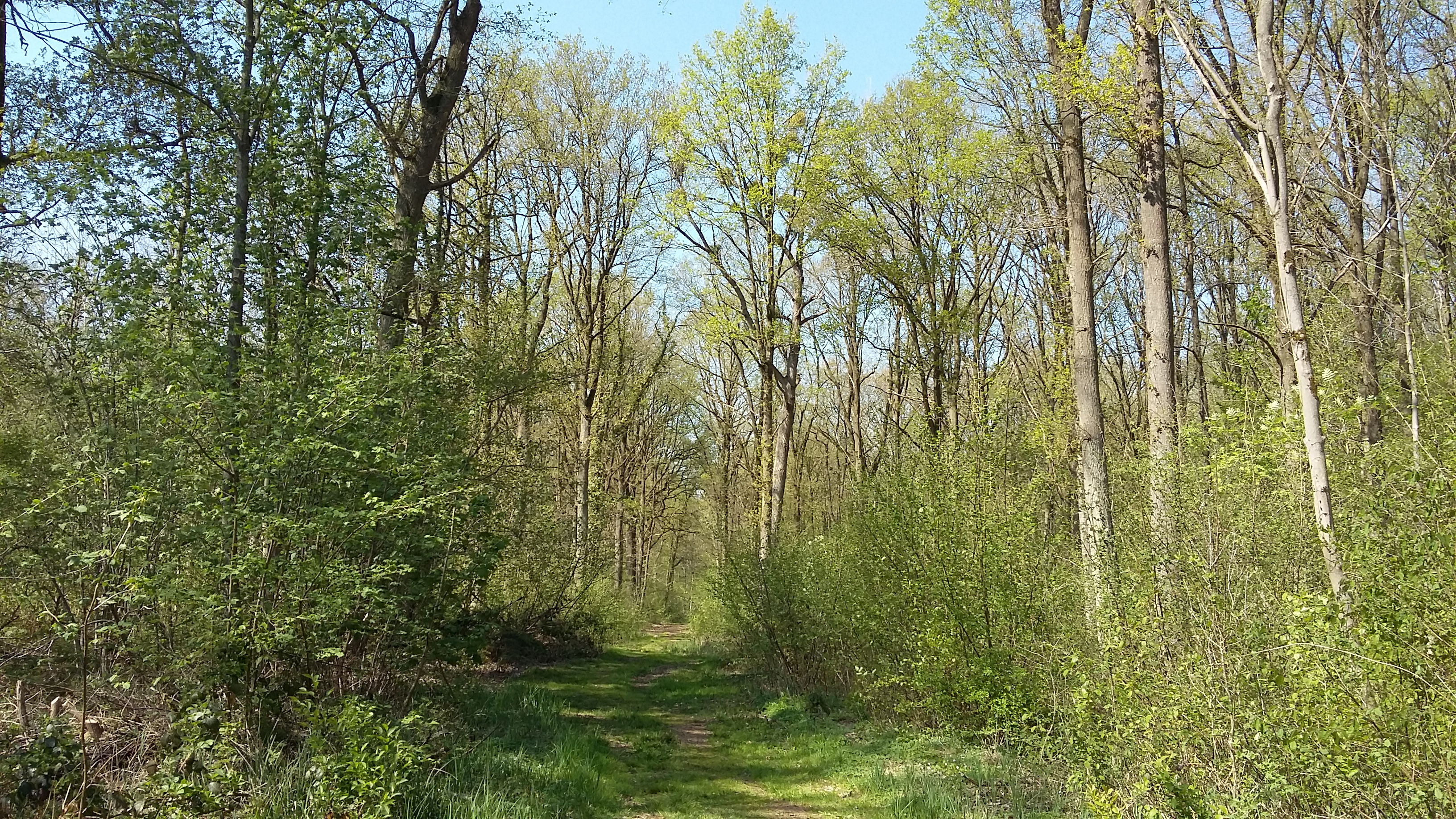
Walenbos